# وزارة الإسكان والمرافق والمجتمعات العمرانية (مصر)
وزارة الإسكان والمرافق والمجتمعات العمرانية المصرية، هي الوزارة المسؤولة عن برامج الإسكان الحكومية كالإسكان الاجتماعي، والإسكان التعاوني، بالإضافة إلى مرافق مياه الشرب والصرف الصحي، وإنشاء وإدارة المدن الجديدة والتطوير العقاري. تقوم الوزارة أيضا بتولي مهام التخطيط الإقليمي حتى المحلي، ودراسات التشييد والإسكان والتفتيش على هذه الأنشطة، وسن السياسات والتشريعات الخاصة بالبناء والإسكان والتنمية الشاملة والتي تتضمن التنمية العمرانية والاجتماعية والاقتصادية في جمهورية مصر العربية
تبدأ التنمية الشاملة عادة بدراسة الحيز العمرانى بجمهورية مصر العربية ومسح للإمكانات المتوفرة لها، وبناء على ذلك يتم وضع المخططات الشاملة والهيكلية للتنمية والتي تترجم إلى مخططات تفصيلية من شبكات للبنية الأساسية والتي تحتوى على الطرق والكباري ومحطات مياه الشرب والصرف الصحي إلى المسكن المناسب والخدمات المختلفة اللازمة لنجاح التنمية وتواصلها.

## اختصاصات الوزارة
طبقا للقرار الجمهوري رقم 164 لسنة 1996 الخاص بتنظيم وزارة الإسكان، والمجتمعات العمرانية، تم تحديد اختصاصات الوزارة كما يلي:-
- رسم سياسة الإسكان والمجمعات العمرانية.
- دراسة وإعداد خطط وبرامج التنمية العمرانية.
- الإشراف على مشروعات تخطيط المدن والقرى والإسكان بمختلف أنواعه ومستوياته وفقاً للسياسة العامة للدولة.
- دراسة وإعداد الخطط والمشروعات والبرامج التنفيذية لمياه الشرب والصرف الصحي، والإشراف على تنفيذها ومتابعتها سواء في التصميم أو التنفيذ أو التشغيل أو الإدارة.
- دراسة وإعداد التخطيط الإقليمي الشامل للمناطق ذات الأولويات الاقتصادية والاجتماعية.
- دراسة وإعداد خطط التنمية العمرانية للمدن والقرى والمجتمعات الجديدة والصحاري، بما يكفل الاستفادة من إمكانيات الموقع الجغرافي، وإمكانيات البيئة ومتابعتها، وتذليل مايوجهها من عقبات مادية أو فنية.
- إعداد الأبحاث الفنية والتطبيقية في مجالات أنشطة الوزارة بما يكفل مسايرة التطوير العلمي في الإسكان والمرافق والمجتمعات العمرانية، ووضع خطط برامج تنفيذها، وتوفير الإمكانيات اللازمة لذلك.
- وضع المعايير والنماذج والمعدلات في مجال الإسكان وأسس تصميم وشروط تنفيذ الأعمال الإنشائية وأعمال البناء طبقاً لأحكام القانون والقرارات الصادرة في هذا الشأن، والعمل على استحداثها باستمرار وفقاً للتقدم العلمي في هذا المجال.
- وضع التصميمات اللازمة لمشروعات المباني العامة ومباني الإسكان والإشراف على تنفيذها، واقتراح السياسة العامة في مجال صيانة المباني العامة والإسكان.
- إجراء الدراسات اللازمة لاستثمار المال العربي والأجنبي الداخلة في مجال اختصاص الوزارة وفقاً للقواعد المقررة قانوناً.
- العمل على توفير مستلزمات البناء الأساسية واحتياجات قطاعي التشييد والمرافق، وذلك بالتعاون مع الوزارات والهيئات والجهات المعنية.
- تنظيم وتنسيق أنشطة الجهات والهيئات العامة والأجهزة التي تعمل في مجالات الإسكان والمرافق والتنمية العمرانية.
- وضع برامج التدريب في مجالات اختصاص الوزارة بهدف توفير العمالة الفنية في مختلف المستويات بما يحقق رفع الكفاية الإنتاجية في هذه المجالات.
- تنظيم الاشتراك في المؤتمرات والاجتماعات والحلقات الدراسية المحلية والدولية المتعلقة بمجالات اختصاص الوزارة.
- رسم السياسة العامة لتنشيط القطاع التعاونى وتنميته وتطويره لتحقيق الأهداف المقررة في مجال نشاط الإسكان والمجتمعات العمرانية، وتقديم العون بمختلف صوره للجمعيات التعاونية للإسكان وإحكام الرقابة عليها.
- تقديم العون الفني في مجالات اختصاص الوزارة للمحليات ومتابعتها، والإشراف والتفتيش الفني على أعمال التخطيط والتنظيم بالوحدات المحلية.
- توجيه وتطوير وتشجيع نشاط القطاع الخاص في مجالات الإسكان المختلفة سواء بالمحليات أو بالمجتمعات العمرانية، وذلك في إطار تحقيق أهداف وسياسات الوزارة.

## الجهات التابعة
تتبع الوزارة عدد من الجهات والهيئات والشركات التي تقوم بتنفيذ سياسات الوزارة في جميع أنحاء الجمهورية:

### الهيئات
- الهيئة العامة للتخطيط العمراني
- الهيئة القومية لمياه الشرب والصرف الصحي
- الهيئة العامة لتعاونيات البناء والإسكان
- هيئة المجتمعات العمرانية الجديدة
- الهيئة العامة للتنمية السياحية

### الصناديق
- صندوق الإسكان الاجتماعي ودعم التمويل العقاري.
- صندوق تمويل المساكن.
- صندوق البحوث ودراسات التعمير.

### الأجهزة
- الجهاز التنفيذي للمشروعات المشتركة.
- الجهاز التنفيذي لمشروعات المياه والصرف الصحي
- الجهاز القومي لتنظيم مياه الشرب والصرف الصحي وحماية المستهلك
- جهاز التفتيش الفني على أعمال البناء.
- الجهاز المركزي للتعمير

### أخرى
- الاتحاد التعاوني الإسكاني المركزي.
- المركز القومي لبحوث الإسكان والبناء.

### الشركات
- الشركة القابضة لمياه الشرب والصرف الصحي
- شركة المقاولون العرب (100%)
- بنك التعمير والإسكان (37%)[2]
- شركة التعمير للتمويل العقاري - الأولى (20.18%)[3]
- شركة التعمير للتوريق(80%+)[4][5]
- شركة التعمير للتطوير العقاري[6]
- شركة العاصمة الإدارية الجديدة (49%)[7]
- شركة السعودية المصرية للتعمير (50%)[8]
- شركة سيتي إدچ (84%)[9]
- شركة هايد بارك (78%)[10]
- شركة مصر للتعمير (؟)[11]
- شركة العاشر من رمضان للإنشاءات (85%)[12]

## الوزراء
- شريف شربيني (3 يوليو 2024 - حتى الآن).
- عاصم الجزار (فبراير 2019 - 2 يوليو 2024).[13]
- مصطفى مدبولي (فبراير 2014 - فبراير 2019)
- إبراهيم محلب (يوليو 2013 - فبراير 2014)

## وصلات خارجية
- الموقع الرسمي
- الموقع الرسمي القديم 2008 — 2018 (مؤرشف)